# منتخب الولايات المتحدة لسباعيات الرغبي
منتخب الولايات المتحدة لسباعيات الرغبي (بالإنجليزية: United States national rugby sevens team)‏ هو ممثل الولايات المتحدة الرسمي في المنافسات الدولية في سباعيات الرغبي، واتحاد الرغبي .